# Балтієв Руслан Тахірович
Руслан Тахірович Балтієв (каз. Рұслан Тахирұлы Балтиев; нар. 16 вересня 1978, Алмати, Казахська РСР) — казахстанський футболіст, півзахисник. Рекордсмен збірної Казахстану із забитих м'ячів — 13.

## Ранні роки
Батько – уйгур, мати – білоруска. Сім'я проживала у приватному будинку за вокзалом Алма-Ата-2, але у 1986 році переїхала до нового мікрорайону «Самал», де в сусідній футбольній школі ЦСКА Руслан почав займатися на тирсі. Багато їздив на всесоюзні турніри юнацьких та молодіжних команд, навіть двічі до Німеччини. Потрапив до молодіжної збірної Казахстану, яку тренував Володимир Фомічов. Взимку 1996 року виграв чемпіонат Казахстану з футзалу з місцевим Кайнуром (нині футзальний Кайрат) й отримав звання майстра спорту з футзалу.

## Клубна кар'єра
Розпочав професіональну кар'єру навесні 1996 року в клубі «Кайнар» (нині «Жетису»), у віці 17 років. 1997 року перейшов у «Кайрат» і провів вдалий сезон. Руслан відзначився трьома голами у 15 матчах, потрапив до числа «11 найкращих футболістів сезону», як найкращий центральний півзахисник, а «Кайрат» завоював бронзові медалі. 19-річного Руслана викликали до збірної Казахстану і вже у другому матчі відзначився голом у воротах узбеків. Наприкінці 1997 року під час скандального поділу клубу на «СОПФК Кайрат» бізнесмена Булата Абілова та «ЦСКА-Кайрат» начальника армійців генерала Павла Новікова вибрав останній. У «ЦСКА-Кайраті» провів два роки і в сезоні 1998 року знову визнаний найкращим центральним півзахисником чемпіонату. Вирушив у петропавлівський клуб «Аксесс-Голден-Грей», з яким виграв срібні медалі чемпіонату Казахстану 2000 року.
Далі розпочався його шестирічний неуспішний період виступів у Росії. Саратовський «Сокіл» пробився у вищий дивізіон та зміцнював склад. Балтієва було запрошено на два роки. Якщо у першому сезоні «Сокіл» посів 8 місце, то у другому вилетів із прем'єр-ліги. 2003 року перейшов до московського «Динамо», проте на початку 2004 року підписав 3-річний договір із клубом «Москва». Але й тут він не вписувався своєю манерою гри до складу та влітку 2005 року пішов на півроку в оренду в ярославльський «Шинник». Сезон 2006 року провів у дублі «Москви».
У 2007 році повернувся до Казахстану, Дмитро Огай запросив його на три роки до «Тоболу». Балтієв у сезоні 2007 року виграв із «Тоболом» срібні медалі чемпіонату, Кубок Казахстану та став переможцем Кубка Інтертото. У наступному сезоні «Тобол» лише за пенальті поступився чемпіонством «Актобе». Але в 2009 році клуб залишився без медалей, Огай пішов у відставку, а Балтієв знову виїхав до Росії.
Починаючи з сезону 2010 на два роки – гравець клубу першого дивізіону «Жемчужина-Сочі». У січні 2011 року за взаємною згодою розірвав контракт і повернувся на батьківщину. Уклав 2-річний контракт із алматинським «Кайратом», але травми замучали футболіста, й наприкінці 2012 року 34-річний Балтієв завершив кар'єру гравця.

## Кар'єра в збірній
2 вересня 1997 дебютував за національну збірну Казахстану проти збірної Китаю. 20 вересня 1997 року відзначився голом у поєдинку зі збірною Узбекистану. 10 грудня 2000 року забив два м'ячі у ворота ОАЕ. Балтієв є рекордсменом збірної за кількістю забитих м'ячів (13 голів).
У січні 2010 року заявив про завершення виступів за збірну Казахстану (провів 73 гри — на той час рекорд), 31-річний гравець вибачився перед уболівальниками та назвав головною причиною свого відходу втому.

## Адміністратор і тренер
У листопаді 2012 року за підсумками першого набору «Групи професіональних гравців із тривалим стажем» отримав первинну тренерську ліцензію УЄФА категорії А.
У лютому 2013 року призначений спортивним директором кокшетауського «Окжетпесу», але вже восени покинув цю посаду.
У лютому 2014 року очолив кизилординський «Кайсар». 23 липня 2015 року директор «Кайсара» Руслан Балтієв та головний тренер Дмитро Огай пішли у відставку у зв'язку зі слабким виступом команди.
У січні 2016 року Дмитра Огая знову призначили головним тренером костанайського «Тоболу», в асистентах у нього почав працювати Руслан Балтієв. Але вже у квітні Огая звільнили з посади головного тренера за слабкий старт, з ним пішли його постійні сподвижники Балтієв та Кулинич.

## Статистика виступів

### Клубна
| Клубна кар'єра    | Клубна кар'єра       | Клубна кар'єра          | Ліга  | Ліга | Кубок            | Кубок            | Кубок ліги         | Кубок ліги         | Конт. кубок | Конт. кубок | Загалом | Загалом |
| Сезон             | Клуб                 | Ліга                    | Матчі | Голи | Матчі            | Голи             | Матчі              | Голи               | Матчі       | Голи        | Матчі   | Голи    |
| Казахстан         | Казахстан            | Казахстан               | Ліга  | Ліга | Кубок Казахстану | Кубок Казахстану | Кубок ліги         | Кубок ліги         | Єврокубки   | Єврокубки   | Загалом | Загалом |
| ----------------- | -------------------- | ----------------------- | ----- | ---- | ---------------- | ---------------- | ------------------ | ------------------ | ----------- | ----------- | ------- | ------- |
| 1996              | «Кайнар»             | Прем'єр-ліга Казахстану | 13    | 1    | ?                | 0                | -                  | -                  | -           | -           | 13      | 1       |
| 1997              | «Кайрат»             | Прем'єр-ліга Казахстану | 60    | 3    | ?                | 1                | -                  | -                  | -           | -           | 60      | 4       |
| 1998              | «Кайрат»             | Прем'єр-ліга Казахстану | 60    | 3    | ?                | 1                | -                  | -                  | -           | -           | 60      | 4       |
| 1999              | «Кайрат»             | Прем'єр-ліга Казахстану | 60    | 4    | -                | -                | -                  | -                  | -           | -           | 60      | 4       |
| 2000              | «Аксесс-Голден-Грей» | Прем'єр-ліга Казахстану | 15    | 2    | ?                | 3                | -                  | -                  | -           | -           | 15      | 5       |
| Росія             | Росія                | Росія                   | Ліга  | Ліга | Кубок Росії      | Кубок Росії      | Кубок Прем'єр-ліги | Кубок Прем'єр-ліги | Єврокубки   | Єврокубки   | Загалом | Загалом |
| 2001              | «Сокіл» (Саратов)    | Прем'єр-ліга Росії      | 27    | 2    | 3                | 0                | -                  | -                  | -           | -           | 30      | 2       |
| 2002              | «Сокіл» (Саратов)    | Прем'єр-ліга Росії      | 27    | 5    | 2                | 0                | -                  | -                  | -           | -           | 29      | 5       |
| 2003              | «Динамо» (Москва)    | Прем'єр-ліга Росії      | 30    | 2    | 2                | 0                | 2                  | 0                  | -           | -           | 34      | 2       |
| 2004              | «Москва»             | Прем'єр-ліга Росії      | 27    | 1    | 7                | 2                | -                  | -                  | -           | -           | 34      | 3       |
| 2005              | «Москва»             | Прем'єр-ліга Росії      | 3     | 0    | 1                | 0                | -                  | -                  | -           | -           | 4       | 0       |
| 2005              | «Шинник» (Ярославль) | Прем'єр-ліга Росії      | 11    | 1    | 1                | 1                | -                  | -                  | -           | -           | 12      | 2       |
| 2006              | «Москва»             | Прем'єр-ліга Росії      | 0     | 0    | 0                | 0                | -                  | -                  | -           | -           | 0       | 0       |
| Казахстан         | Казахстан            | Казахстан               | Ліга  | Ліга | Кубок Казахстану | Кубок Казахстану | Кубок ліги         | Кубок ліги         | Єврокубки   | Єврокубки   | Загалом | Загалом |
| 2007              | «Тобол»              | Прем'єр-ліга Казахстану | 23    | 7    | 6                | 4                | 0                  | 0                  | 7           | 3           | 36      | 14      |
| 2008              | «Тобол»              | Прем'єр-ліга Казахстану | 27    | 5    | 5                | 2                | 0                  | 0                  | 2           | 0           | 34      | 7       |
| 2009              | «Тобол»              | Прем'єр-ліга Казахстану | 19    | 4    | 2                | 0                | 0                  | 0                  | 2           | 0           | 23      | 4       |
| Росія             | Росія                | Росія                   | Ліга  | Ліга | Кубок Росії      | Кубок Росії      | Кубок Прем'єр-ліги | Кубок Прем'єр-ліги | Єврокубки   | Єврокубки   | Загалом | Загалом |
| 2010              | «Жемчужина-Сочі»     | Перший дивізіон Росії   | 20    | 1    | 0                | 0                | -                  | -                  | -           | -           | 20      | 1       |
| Казахстан         | Казахстан            | Казахстан               | Ліга  | Ліга | Кубок Казахстану | Кубок Казахстану | Кубок ліги         | Кубок ліги         | Єврокубки   | Єврокубки   | Загалом | Загалом |
| 2011              | «Кайрат»             | Прем'єр-ліга Казахстану | 19    | 2    | 2                | 0                | -                  | -                  | -           | -           | 21      | 2       |
| 2012              | «Кайрат»             | Прем'єр-ліга Казахстану | 3     | 0    | 0                | 0                | -                  | -                  | -           | -           | 3       | 0       |
| Загалом           | Казахстан            | Казахстан               | 179   | 31   | 15               | 11               | -                  | -                  | 11          | 3           | 205     | 45      |
| Загалом           | Росія                | Росія                   | 145   | 12   | 16               | 3                | 2                  | 0                  | -           | -           | 163     | 15      |
| Усього за кар'єру | Усього за кар'єру    | Усього за кар'єру       | 324   | 43   | 31               | 14               | 2                  | 0                  | 11          | 3           | 368     | 60      |

### Голи за збірну
| 1.                           | 20 вересня 1997   | Центральний стадіон, Алмати, Казахстан | Узбекистан  | 1–1 | Нічия    | кваліфікація чемпіонату світу 1998  |
| 2.                           | 10 грудня 2000    | Шейх Заєд, Абу-Дабі, ОАЕ               | ОАЕ         | 5–2 | Поразка  | Товариський матч                    |
| 3.                           | 10 грудня 2000    | Шейх Заєд, Абу-Дабі, ОАЕ               | ОАЕ         | 5–2 | Поразка  | Товариський матч                    |
| 4.                           | 12 квітня 2001    | Аль-Шааб, Багдад, Ірак                 | Непал       | 0–6 | Перемога | кваліфікація чемпіонату світу 2002  |
| 5.                           | 16 квітня 2001    | Аль-Шааб, Багдад, Ірак                 | Ірак        | 1–1 | Нічия    | кваліфікація чемпіонату світу 2002  |
| 6.                           | 21 квітня 2001    | Центральний стадіон, Алмати, Казахстан | Непал       | 4–0 | Перемога | кваліфікація чемпіонату світу 2002  |
| 7.                           | 17 листопада 2004 | Георгіос Караїскакіс, Пірей, Греція    | Греція      | 3–1 | Поразка  | кваліфікація чемпіонату світу 2006  |
| 8.                           | 2 липня 2006      | Центральний стадіон, Алмати, Казахстан | Таджикистан | 4–1 | Перемога | Товариський матч                    |
| 9.                           | 2 червня 2007     | Центральний стадіон, Алмати, Казахстан | Вірменія    | 1–2 | Поразка  | кваліфікація чемпіонату Європи 2008 |
| 10.                          | 6 червня 2007     | Центральний стадіон, Алмати, Казахстан | Азербайджан | 1–1 | Нічия    | кваліфікація чемпіонату Європи 2008 |
| 11.                          | 11 лютого 2009    | Анталья Ататюрк, Анталія, Туреччина    | Естонія     | 2–0 | Перемога | Товариський матч                    |
| 12.                          | 11 лютого 2009    | Анталья Ататюрк, Анталія, Туреччина    | Естонія     | 2–0 | Перемога | Товариський матч                    |
| 13.                          | 9 вересня 2009    | Комуналь, Андорра-ла-Велья, Андорра    | Андорра     | 3–1 | Перемога | кваліфікація чемпіонату світу 2010  |
| Станом на 7 жовтня 2015 року |                   |                                        |             |     |          |                                     |

## Досягнення
«Кизилжар»
- Прем'єр-ліга Казахстану
  -  Срібний призер (1): 2000

- Кубок Казахстану
  -  Фіналіст (1): 1999/2000

«Тобол»
- Прем'єр-ліга Казахстану
  -  Срібний призер (1): 2007, 2008

- Кубок Казахстану
  -  Володар (1): 2007